# ضدعفونی (آلبوم نیروانا)
| بررسی انتقادی              | بررسی انتقادی |
| منبع                       | رتبه‌بندی      |
| -------------------------- | ------------- |
| آل‌میوزیک                   | [ ۳ ]         |
| رابرت کریستگاو             | B+            |
| ای.وی. کلاب                | A−            |
| بیلبورد                    | [ ۱۴ ]        |
| بلندر                      | [ ۱۵ ]        |
| پیچفورک                    | ۸٫۵/۱۰        |
| رولینگ استون               | [ ۱۷ ]        |
| راهنمای آلبوم رولینگ استون | [ ۱۸ ]        |
| سلکت                       | ۴/۵           |
| Spin                       | ۸/۱۰          |

ضدعفونی (به انگلیسی: Bleach) نخستین آلبوم استودیویی گروه موسیقی راک آمریکایی نیروانا است. اعضای گروه این آلبوم را در سیاتل، واشینگتن و با بودجهٔ ۶۰۶ دلار و ۱۷ سِنت ضبط کردند. ضدعفونی در ۱۵ ژوئن ۱۹۸۹ با لیبل شرکت مستقل ساب پاپ روانهٔ بازار شد. هرچند خواننده و ترانه‌نویس اصلی گروه، کرت کوبین گفته بود بسیاری از اشعاری که نوشته هیچ معنی به‌خصوصی ندارند، مایکل آزارد بیوگرافی‌نویس این فرضیه را مطرح کرده که کوبین متن ترانه‌ها را دربارهٔ وقایعی که تا آن زمان در زندگی‌اش رخ داده بود نوشته بوده‌است.
ضدعفونی در زمان انتشار با استقبال خوبی از سوی منتقدان روبرو شد اما فروش متوسطی داشت. پس از آن‌که در سال ۱۹۹۲ گفن رکوردز طی قراردادی پخش بین‌المللی بلیچ را بر عهده گرفت، نام آلبوم در جدول‌های مختلف پرفروش‌ترین‌های موسیقی وارد شد؛ از جمله در جایگاه ۸۹اُم بیلبورد ۲۰۰ قرار گرفت و ۱٬۷ میلیون نسخه در آمریکا فروش کرد. این آلبوم در زمان انتشارش در بریتانیا تا رتبهٔ ۳۳ جدول پرفروش‌ترین آلبوم‌ها صعود کرد و به‌مدت ۷ هفتهٔ متوالی (مارس و آوریل ۱۹۹۲) در آن جدول حضور داشت.
نسخهٔ ریمستر شدهٔ بلیچ در سال ۲۰۰۹ و به مناسبت ۲۰اُمین سالگرد تأسیس نیروانا، به همراه قطعاتی از اجراهای زندهٔ گروه در آن دوره، منتشر شد. نام آلبوم از روی یک پوستر هشدار در مورد ایدز گرفته شده که به معتادان هروئین هشدار می‌داد سوزن‌های خود را قبل از استفاده ضدعفونی کنند.

## ضبط

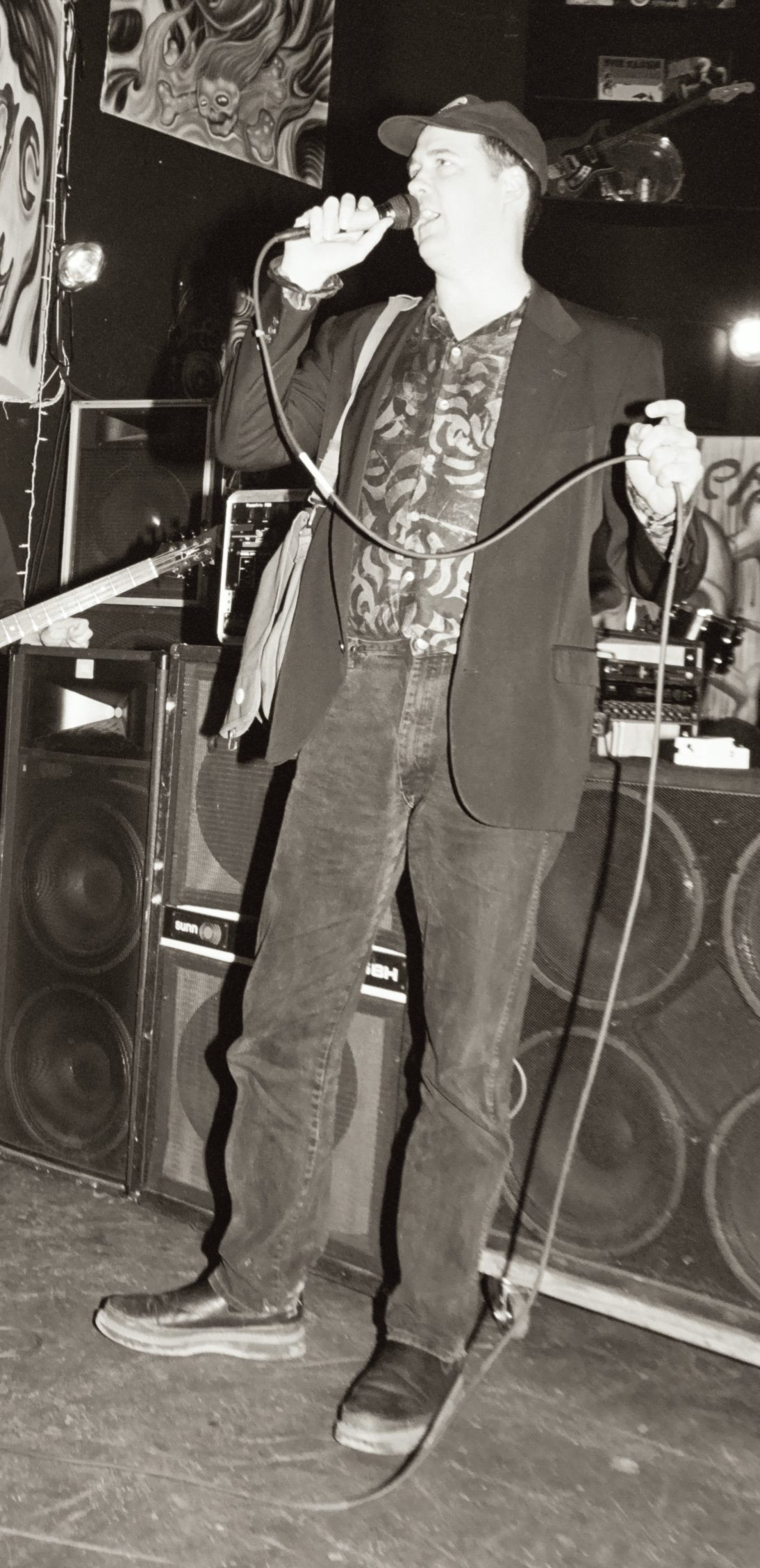
کریست ناواسلیک، بیسست سابق گروه نیروانا در ونکوور، واشینگتن در سال 2004.

بیشتر مراحل ضبط ضدعفونی در استودیوی ریسپروکال سیاتل و توسط تهیه‌کنندهٔ محلی جک اِندینو انجام شد. اولین جلسهٔ ضبط قطعات در ۲۴ دسامبر ۱۹۸۸ بود که ۵ ساعت طول کشید. ادامهٔ کار ضبط آلبوم از ۲۹ تا ۳۱ دسامبر و در ۱۴اُم و ۲۴اُم ژانویه انجام شد. اندینو مجموع زمانی که برای ضبط آلبوم صرف شد را ۳۰ ساعت ثبت کرده‌است. ۳ ترانهٔ ‎ «Floyd the Barber»‎، ‎ «Paper Cuts»‎ و ‎ «Downer»‎‏ در جلسه‌های ضبط سال ۱۹۸۸ و با همراهی درامرپیشین نیروانا دیل کراور ضبط شده بودند. با وجود این‌که اعضای گروه سعی کردند این ۳ قطعه را با همراهی درامر جدیدشان چد چنینگ دوباره ضبط کنند، در نهایت تصمیم گرفتند از همان بخش‌های اجرا شده توسط کراور در رمیکس نهایی آلبوم استفاده کنند.
طبق گفتهٔ اِندینو ترانهٔ «Big Long Now» به‌خاطر این‌که کوبین عقیده داشت آلبوم به اندازهٔ کافی قطعات آرام و سنگین دارد از بلیچ حذف شد، با این‌که خودش دوست داشت آن آهنگ را نگه دارد. "Blandest" دیگر ترانه‌ای بود که از آلبوم حذف شد. انتشار آلبوم تا چند ماه بعد که ساب پاپ موفق شد بودجهٔ کافی برای پخش آن فراهم کند به تعویق افتاد. جیسن اِوِرمن که مدت کوتاهی به‌عنوان گیتاریست دوم با نیروانا همکاری داشت هزینهٔ ۶۰۶ دلاری ضبط آلبوم را فراهم کرد. در نسخهٔ اولیهٔ منتشر شده نام اِوِرمن به‌عنوان نوازندهٔ دوم گیتار آورده شده‌بود اما چون در ضبط قطعات نهایی آلبوم اجرایی نداشت، در نسخهٔ دیلاکس که بعداً منتشر شد نام او حذف شد. او همان شخصی‌ست که تصویرش در حال ساز زدن در کنار کوبین روی جلد ضدعفونی استفاده شده‌است. ناواسلیک در مورد اِوِرمن گفته‌است: «ما فقط می‌خواستیم در گروه، مانند خانهٔ خودش احساس راحتی کند».

## فهرست قطعه‌ها

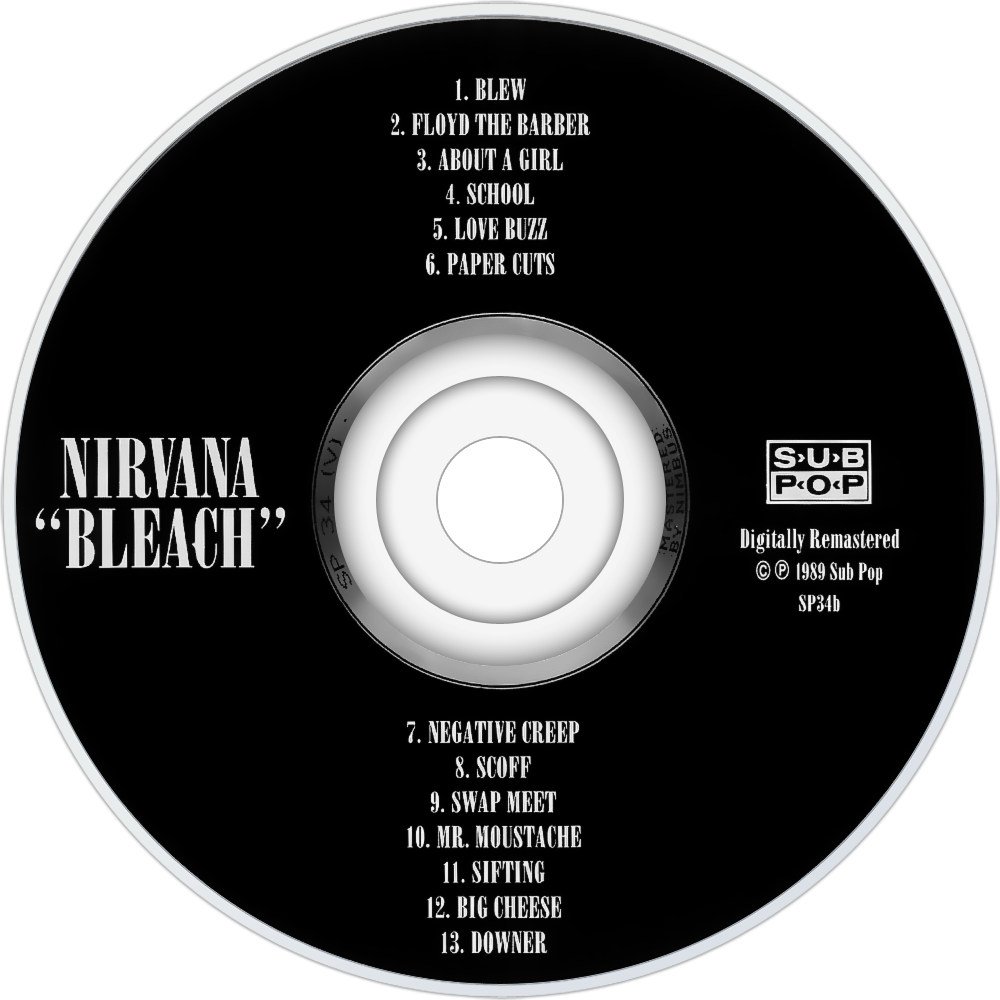
تصویر گرام آلبوم

همهٔ ترانه‌ها توسط کرت کوبین (به‌جز آن‌هایی که ذکر شده) نوشته شده‌است.
| شماره      | نام                              | نویسنده(ها)   | مدت   |
| ---------- | -------------------------------- | ------------- | ----- |
| ۱.         | «وزیدن»                          |               | ۲:۵۵  |
| ۲.         | «فلوید آرایشگر»                  |               | ۲:۱۸  |
| ۳.         | «درباره یک دختر»                 |               | ۲:۴۸  |
| ۴.         | «مدرسه»                          |               | ۲:۴۲  |
| ۵.         | «وزوز عشق» (بازخوانی شاکینگ بلو) | رابی ون لیوون | ۳:۳۵  |
| ۶.         | «بریدگی‌های کاغذ»                 |               | ۴:۰۶  |
| ۷.         | «Negative Creep»                 |               | ۲:۵۶  |
| ۸.         | «پوزخند»                         |               | ۴:۱۰  |
| ۹.         | «بازار کهنه‌فروشان»               |               | ۳:۰۳  |
| ۱۰.        | «آقای سبیل»                      |               | ۳:۲۴  |
| ۱۱.        | «زیر و رو کردن»                  |               | ۵:۲۲  |
| مجموع مدت: | مجموع مدت:                       | مجموع مدت:    | ۳۷:۱۹ |